# Трифунович, Дарко
Дарко Трифунович (серб. Дарко Трифуновић; род. 20 ноября 1971, Белград) — сербский юрист, лектор и эксперт в области безопасности. Директор Сербского института национальной и международной безопасности.

## Биография
Окончил начальную и среднюю школу (Шестую гимназию) в Белграде. После окончания средней школы поступил на Юридический факультет Белградского университета. Степень магистра получил в 1999 году в Колледже Роберта Кеннеди в Цюрихе (тема: «Международное уголовное право — Международный уголовный суд; Политическое манипулирование термином геноцид — Дело Сребреницы»).
В июле 2007 года на Факультете безопасности Белградского университета защитил докторскую диссертацию на тему «Новые формы терроризма в Боснии и Герцеговине» и в октябре 2008 года ему было присвоено звание доктора обороны, безопасности и защиты .
Трифунович является участником многочисленных сербских и международных конференций, семинаров и научных форумов. Он выступал в качестве приглашённого лектора за рубежом.
- Он также является членом совета директоров RIEAS (Института американо-европейских исследований) в Афинах, Консультативного совета Института транснациональных исследований в Мюнхене, приглашённым лектором в университете FUDAN в Шанхае и постоянным гостевым лектором Центра международных исследований Шанхая[6].
- После терактов в США в 2001 г. он был приглашён в качестве советника двух отдельных групп адвокатов жертв (юридических фирм Cozen O’Connor и Lloyd).
- Во время летних Олимпийских игр в Пекине в 2008 году он был нанят Китайской Народной Республикой в качестве первого иностранного эксперта в области безопасности[7][8].

Выполнял несколько важных функций, в том числе:
- 17 июля 1998 года участвовал в создании Международного постоянного уголовного суда в Риме как единственный представитель Сербии;
- член Комиссии правительства Республики Сербской по военным преступлениям;
- сотрудник Института политических исследований в Белграде;
- секретарь Института исследований безопасности, факультета безопасности Белградского университета[9];
- эксперт Министерства полиции Республики Сербской по вопросам терроризма;
- член консультативной группы Института международных исследований.

Он один из создателей уникальной базы данных террористов и организованной преступности, проект стартовал в 2007 году в результате сотрудничества факультета безопасности и математического факультета в Белграде. Массив данных применяется в полиции, армии и школах. Продолжением проекта является разработка приложений для распознавания лиц, а также разработка мобильного android- приложения, которое станет модернизацией уникальной модели базы данных.
Трифунович в последние годы занимает антироссийскую позицию и «уличает» всех сторонников Владимира Путина в соучастии в гибридной войне. Пророссийски настроенную молодёжь, участвующую в сербских протестах, он называл агитаторами российского режима, которых обучают в Москве «стрелять из пулемётов».

## Отчёт о деле Сребреницы
В 2002 году Трифунович опубликовал для правительства Республики Сербской «Отчёт о деле Сребреницы — Часть I», в котором он отрицал резню в Сребренице и утверждал, что трактовка событий как военных преступлений была придумана для демонизации боснийских сербов. Позднее эту точку зрения подтвердил в книге «Запланированный геноцид» один из учредителей Партии Демократического действия боснийских мусульман и член мемориального комитета по событиям в Сребренице Ибран Мустафич. Он сообщил, что от 500 до 1000 мусульман в Сребренице убито своими же, и что это был «спланированный геноцид» со стороны тогдашнего мусульманского лидера Алии Изетбеговича и президента США Билла Клинтона.
Доклад был осуждён должностными лицами ООН, выжившими жертвами войны и судьями МТБЮ.
Главный обвинитель МТБЮ Карла дель Понте отметила, что авторы доклада «совершенно слепы, глубоко бесчувственны и, очевидно, готовы блокировать все усилия по достижению примирения, истины и справедливости», а министр иностранных дел Великобритании Денис Макшейн отметил, что «авторы доклада принадлежат к той же категории, что и отрицатели Холокоста». Правительство Республики Сербской дистанцировалось от доклада.

## Расследования
В конце 2000-х годов Трифунович вместе с хорватским журналистом Домагоем Маргетичем возглавил т. н. «Экспертную группу по расследованию терроризма и преступности в регионе», которая подверглась критике из-за утверждений о связи бывшего президента Степана Месича с заказными убийствами и «Аль-Каидой», а также различных других теорий заговора. Однако Трифунович был не одинок в предположениях о проникновении исламского терроризма на территорию Боснии и Герцеговины: австрийская антитеррористическая служба совместно с немецкой канцелярией Интерпола ещё в 1996 году завершила расследование «мутных дел» суданца Эль Фатиха аль-Хасанейна, близкого друга Усамы бин Ладена и Алии Изетбеговича, через ряд банков финансировавшего покупку оружия и прибытие моджахедов в БиГ, тем самым распространяя сеть Аль-Каиды на Балканах.

## Монографии и книги
1. «Globalna mreža islamskih fundamentalista-operativni model-model Bosna», Dokumentacioni centar Vlade Republike Srpske i Biro vlade Republike Srpske za odnose s Međunarodnim krivičnim sudom za ratne zločine u Hagu, Banja Luka, Republika Srpska, BiH, 2002. (136 strana + mape kao dodaci)[19]
2. «Terorizam — Globalna mreža islamskih fundamentalista — II deo- operacioni model-model Bosna», Dokumentacioni centar Vlade Republike Srpske i Biro vlade Republike Srpske za odnose s Međunarodnim krivičnim sudom za ratne zločine u Hagu, Banja Luka, Republika Srpska, BiH, 2004. (275 strana)
3. «Izveštaj o slučaju Srebrenica I deo», Dokumentacioni centar Vlade Republike Srpske, Banja Luka, Republika Srpska, BiH, 2002. (139 strana)[20]
4. «Terorizam i vehabizam», Darko Trifunović, Goran Stojaković, Milinko Vračar, Beograd, «Filip Višnjić», 2011. (342 strane)[21]
5. "Hrvatska kriminalna hobotnica, " dr Darko Trifunović, Dževad Galijašević, Beograd, «Filip Višnjić», 2012. (235 strana)[22]
6. «Evropska bezbednost: Terorizam u Austriji», Dževad Galijašević, Darko Trifunović, Beograd, «Filip Višnjić», 2012. (152 strane)
7. «Geopolitika i međunarodna bezbednost: Uloga Turske, Saudijske Arabije i Irana na jugoistoku Evrope»